# Uta Poreceanu
Hildegard Uta Poreceanu, geborene Hildegard Uta Schlandt, verheiratete Hildegard Uta Ionescu, (* 13. November 1936 in Brașov; † 27. Januar 2018 in Baden-Baden, Deutschland) war eine rumänische Kunstturnerin.
Sie turnte zuerst in Brașov und ab 1954 beim CSU Știința București. Seit 1953 gehörte sie zur Nationalmannschaft, in der sie bei über 30 internationalen Turnieren eingesetzt wurde. 1956 nahm sie an den Olympischen Spielen in Melbourne teil, wo sie Fünfte in der Gruppengymnastik wurde. 1959 heiratete sie Stefan Poreceanu und nahm dessen Nachnamen an.
Ihren größten Erfolg erreichte Uta Poreceanu 1960 bei den Olympischen Spielen in Rom, als sie mit Sonia Iovan, Elena Leuștean, Emilia Liță, Elena Niculescu und Atanasia Ionescu hinter der Sowjetunion und der Tschechoslowakei die Bronzemedaille gewann. Im Einzel-Mehrkampf erreichte sie Platz 27. Außerdem nahm sie an den Turn-Weltmeisterschaften 1958 und 1962 teil.
Nach ihrer aktiven Laufbahn ließ sie sich scheiden und heiratete 1965 den Chirurgen Ludovic Ionescu (* 1928). Bis 1979 war sie als Hochschulangestellte tätig und übersiedelte dann mit ihrem zweiten Mann nach Deutschland.